# Chromogisaurus novasi
Chromogisaurus novasi ("lagarto del color de la tierra de Fernando Emilio Novas") es la única especie conocida del género extinto Chromogisaurus de dinosaurio sauropodomorfo guaibasáurido que vivió a finales del período Triásico, hace aproximadamente 220 millones de años en el Carniense en lo que es hoy Sudamérica. Era un herbívoro de unos 2 metros de longitud, y era opcionalmente cuadrúpedo.

## Descripción

Comparación de tamaño

Chromogisaurus fue bautizado por Martín Daniel Ezcurra en 2010, y la especie tipo es Chromogisaurus novasi. El nombre proviene del griego chroma, «color», y gè, «tierra», en referencia al Valle Pintado, el lugar donde fue encontrado. El nombre de la especie está puesto en honor a Fernando Emilio Novas.
El holotipo, PVSJ 846, fue encontrado en sedimentos de la Formación Ischigualasto de la provincia de San Juan, Argentina. Esto hace de Chromogisaurus uno de los más antiguos dinosaurios conocidos. El espécimen se compone de un esqueleto parcial, el cual carece del cráneo. Incluye elementos de las extremidades posteriores y anteriores, la pelvis y dos vértebras caudales. Chromogisaurus fue un herbívoro de cerca de dos metros de largo. Según Ezcurra era facultativamente cuadrúpedo.
Un análisis cladístico por Ezcurra indicó que Chromogisaurus era miembro de una clado basal de Sauropodomorpha, Guaibasauridae, junto con Guaibasaurus, Agnosphitys, Panphagia y Saturnalia. Dentro de Guaibasauridae forma un clado más pequeño con su taxón hermano Saturnalia, la subfamilia Saturnaliinae.